# Manchas de Brushfield
Manchas de Brushfield são pequenos pontos brancos presentes na periferia da íris do olho humano devido a uma agregação de um elemento normal da íris (tecido conjuntivo). Estes pontos são normais em crianças, mas também são uma característica da síndrome de Down.
Recebem o nome em homenagem ao médico Thomas Brushfield, quem primeiro as descreveu em 1924.